# Mercury Milan
Mercury Milan (укр. Меркурій Мілан) - це автомобіль середнього розміру, який продавався підрозділом Mercury компанії Ford Motor Company. Названий на честь Мілана, італійського міста, Мілан продавався протягом 2006 - 2011 модельних років в одному поколінні. Менша з двох моделей, розроблених для заміни Mercury Sable, опосередковано наслідує Mercury Mystique, як найменший седан компанії.

## Опис

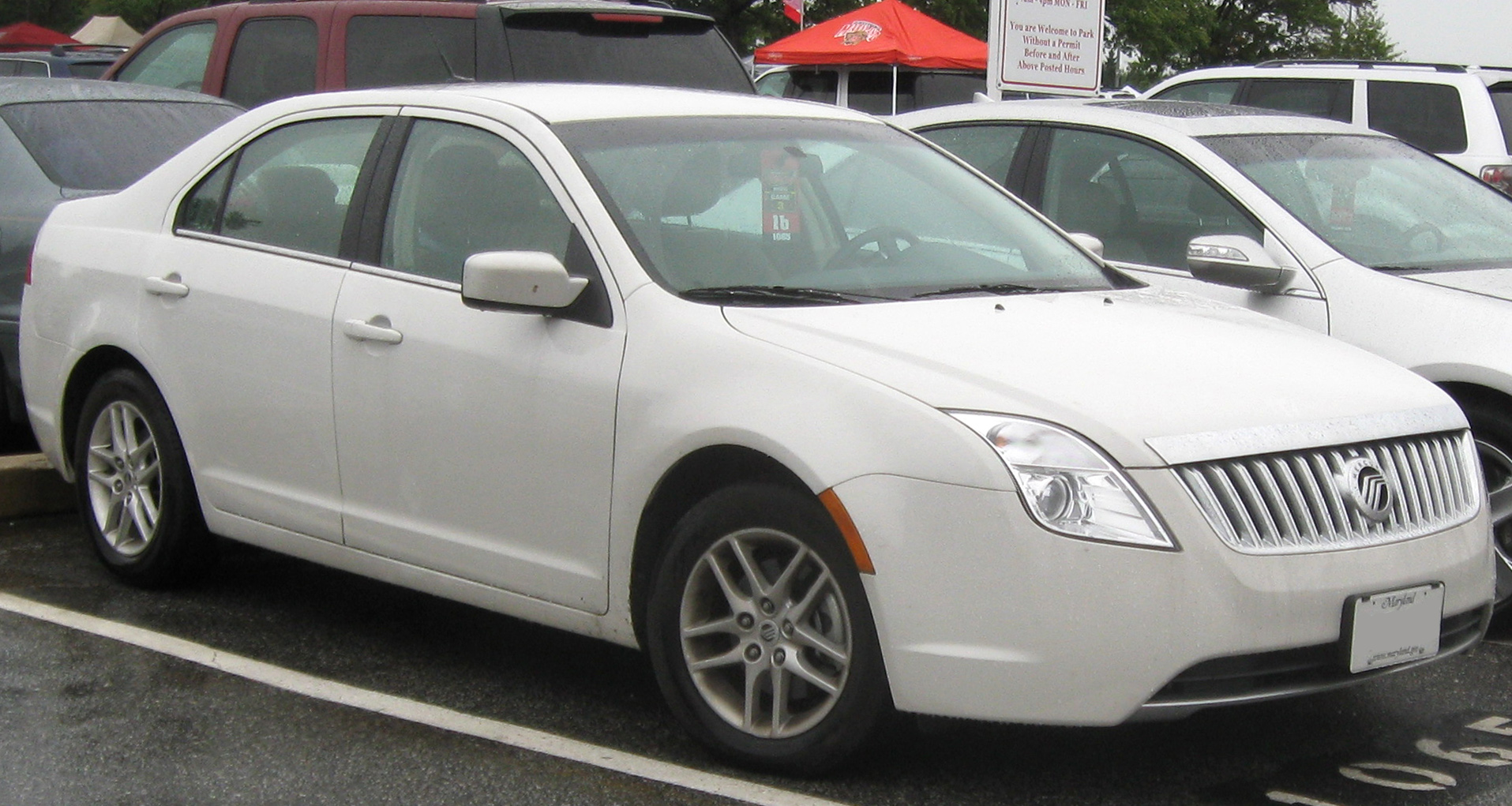
Mercury Milan (2009-2011)

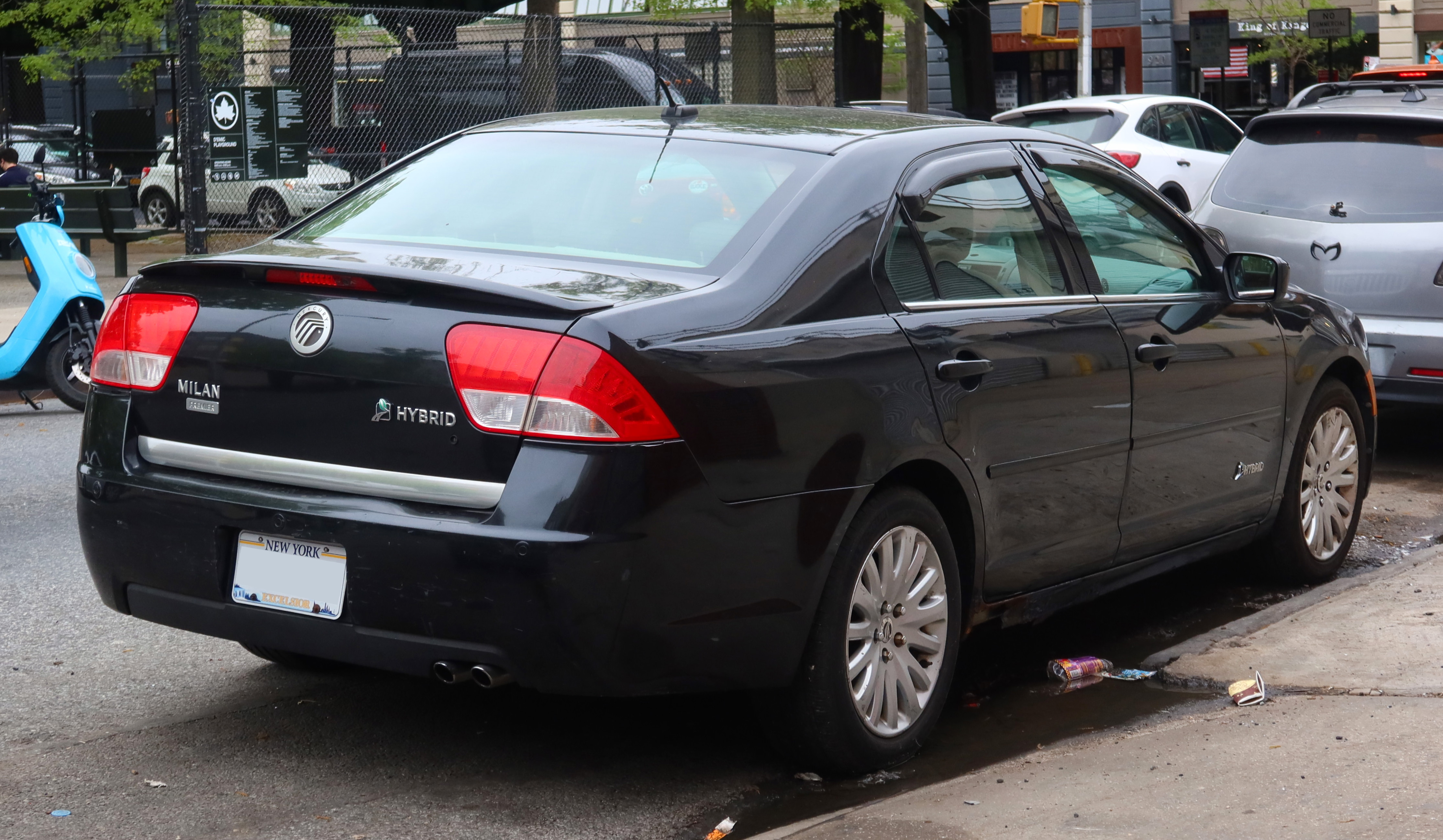
Mercury Milan Hybrid

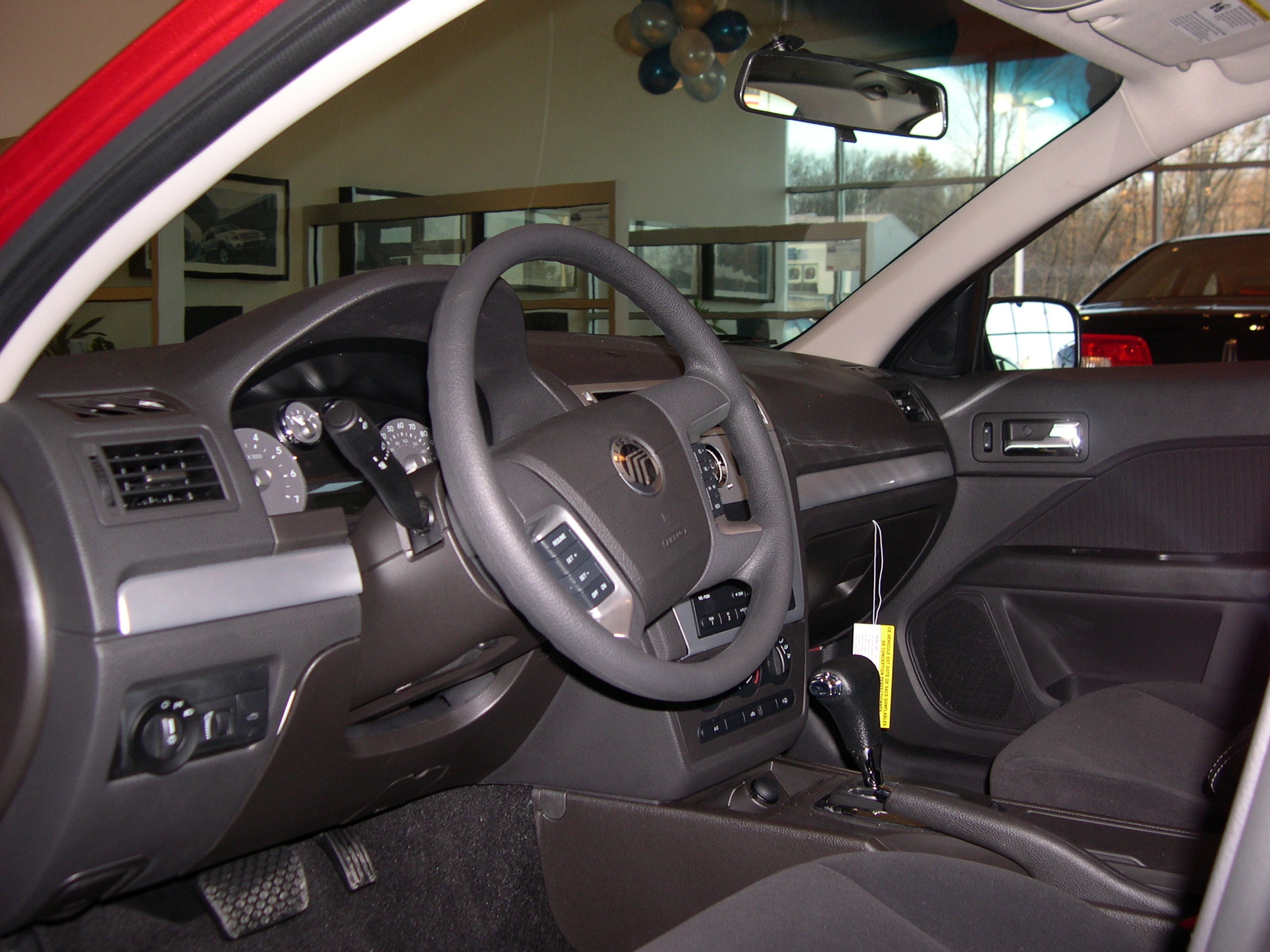

Представлений на автосалоні в Чикаго 2005 року, Мілан був першим новим автомобілем Меркурія, представленим з 1995 року і став останнім автомобілем, представленим підрозділом. Останній автомобіль був виготовлений 17 грудня 2010 року. Мілан продавався у США (включаючи Пуерто-Рико та американські Віргінські острови), Мексиці та на Близькому Сході.
Протягом усього свого виробництва, Мілан вироблявся разом із Ford Fusion у Hermosillo Stamping & Assembly в Ермосільйо, Сонора, Мексика.

## Двигуни
- 2.3 L Duratec 23 I4 155 к.с.
- 2.5 L Duratec 25 I4 175 к.с.
- 3.0 L Duratec 30 V6 221/240 к.с.
- 2.5 L Duratec I4 Atkinson Cycle (Hybrid) 156 к.с.

## Продажі
| рік  | США    |
| ---- | ------ |
| 2005 | 5,321  |
| 2006 | 35,853 |
| 2007 | 37,244 |
| 2008 | 31,393 |
| 2009 | 27,403 |
| 2010 | 28,912 |